# Comuna Vinogradovca, Taraclia
Comuna Vinogradovca este o comună din raionul Taraclia, Republica Moldova. Cuprinde patru sate: Vinogradovca (sat-reședință), Chirilovca, Ciumai și Mirnoe. La recensământul din 2004, comuna înregistra 2.122 locuitori.

## Administrație și politică
Componența Consiliului local Vinogradovca (11 consilieri), ales la 5 noiembrie 2023, este următoarea:
|  | Partid                                       | Consilieri | Componență | Componență | Componență | Componență | Componență | Componență |
|  | -------------------------------------------- | ---------- | ---------- | ---------- | ---------- | ---------- | ---------- | ---------- |
|  | Partidul Socialiștilor din Republica Moldova | 6          |            |            |            |            |            |            |
|  | Candidat independent VALERIU VALENTIR        | 1          |            |            |            |            |            |            |
|  | Partidul Comuniștilor din Republica Moldova  | 3          |            |            |            |            |            |            |
|  | Candidat independent ANJELA BABENCO          | 1          |            |            |            |            |            |            |